# Gare de Trégonneau - Squiffiec
La gare de Trégonneau - Squiffiec est une gare ferroviaire française de la ligne de Guingamp à Paimpol, située sur la commune de Squiffiec, proche de celle de Trégonneau, dans le département des Côtes-d'Armor en région Bretagne.
C'est devenue une halte ferroviaire de la Société nationale des chemins de fer français (SNCF),desservie par des trains TER Bretagne circulant entre Guingamp et Paimpol. La ligne présente la particularité, d'être exploitée en affermage par la société des Chemins de fer et transport automobile (CFTA), qui permet l'arrêt à la demande pour les haltes de la ligne.

## Situation ferroviaire
Établie à 117 m d'altitude, la gare de Trégonneau - Squiffiec est située au point kilométrique PK 514,689 de la ligne de Guingamp à Paimpol, entre la gare de Gourland et celle de Brélidy - Plouëc.
La gare est située à environ 1,5 km du centre-bourg de Squiffiec et 2 km du centre-bourg de Trégonneau.

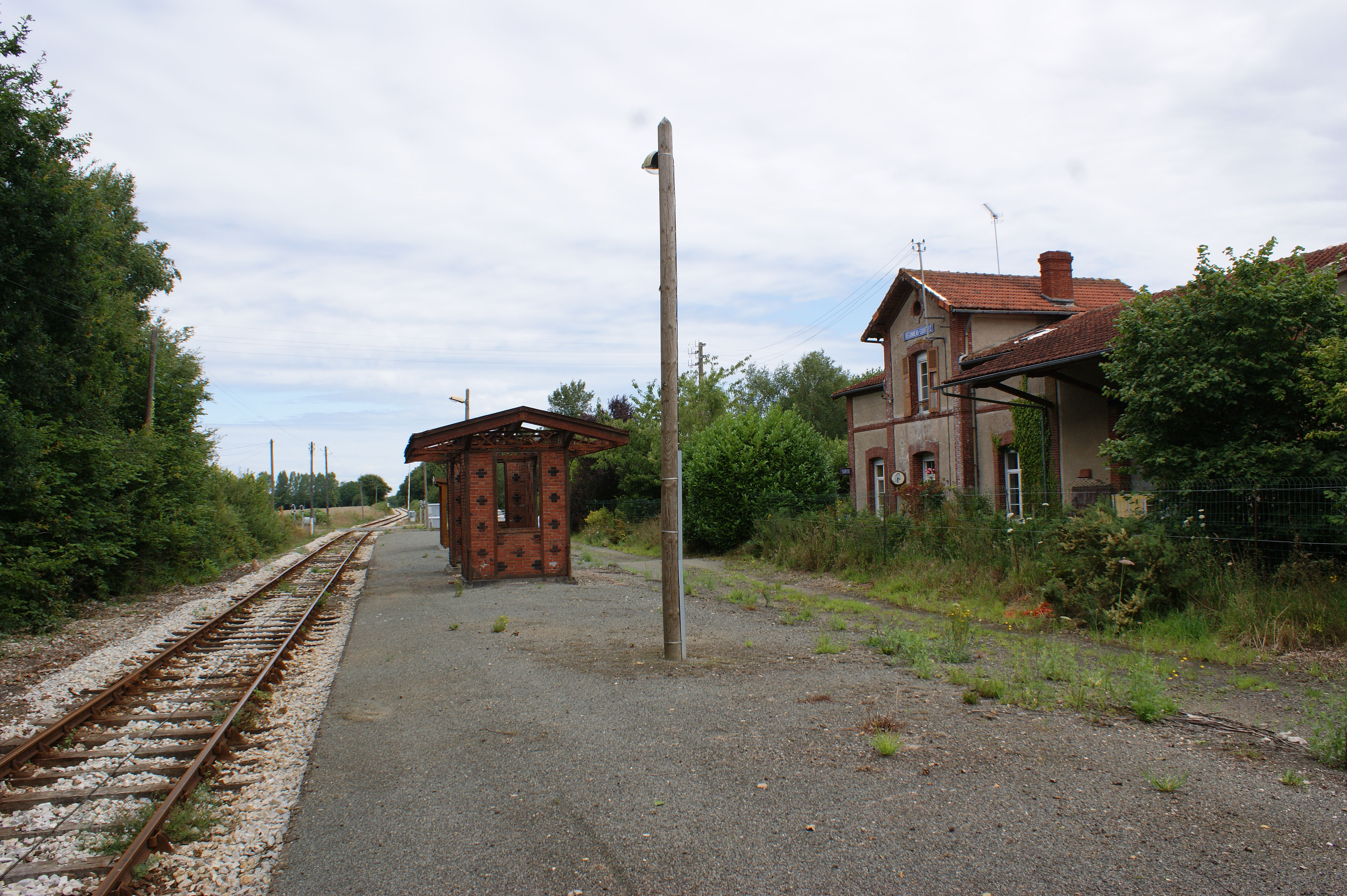
Vue d'ensemble de l'intérieur de la halte, avec l'ancien bâtiment du réseau breton devenu résidence privée, et l'emplacement des anciennes voies entre l'ancien bâtiment et le quai qui était central.

## Histoire
Depuis 1963, la ligne est exploitée en affermage par la société des Chemins de fer et transport automobile (CFTA).

## Fréquentation
De 2015 à 2023, selon les estimations de la SNCF, la fréquentation annuelle de la gare s'élève aux nombres indiqués dans le tableau ci-dessous.
| Année     | 2015  | 2016  | 2017 | 2018 | 2019 | 2020 | 2021 | 2022  | 2023  |
| --------- | ----- | ----- | ---- | ---- | ---- | ---- | ---- | ----- | ----- |
| Voyageurs | 2 018 | 1 209 | 828  | 703  | 813  | 559  | 747  | 1 667 | 1 360 |

## Service des voyageurs

### Accueil
Halte SNCF, c'est un point d'arrêt non géré (PANG) disposant d'un quai latéral avec abri.

### Desserte
Trégonneau - Squiffiec est desservie par des trains TER Bretagne qui circulent entre Paimpol et Guingamp.